# Macaco de l'illa Pagai
El macaco de l'illa Pagai (Macaca pagensis) és una espècie de primat del gènere dels macacos, dins de la família dels cercopitècids. És un parent molt proper del macaco de Siberut i a vegades se'ls classifica com una única espècie.
Aquest animal té l'esquena i les cames de color marró fosc, els braços de color vermellós i la zona de les espatlles de color gris. Igual que el seu parent, el macaco de cua de porc meridional, té la cua curta.